# Choucador de Principé
Lamprotornis ornatus
Espèce
Statut de conservation UICN

 LC  : Préoccupation mineure
Le Choucador de Principé (Lamprotornis ornatus) est une espèce de passereaux de la famille des Sturnidae.

## Distribution
Il est endémique de Principe à Sao Tomé-et-Principe.

## Habitat
Son habitat naturel est les forêts tropicales ou subtropicales humides de plaine.